# Klaus Dieter Mund
Klaus Dieter Mund (* 1969 in Köln) ist ein deutscher Film-, Fernseh- und Theaterschauspieler.

## Leben
Nach dem Fachabitur und einem Jahr bei den Kölner Ford-Werken studierte Mund Wirtschaftswissenschaften. Von 1998 bis 2001 absolvierte er sein Schauspielstudium an der Schauspielschule der Theaterakademie Köln. Mehrere Jahre erhielt er berufsbegleitend darstellerisches Coaching von dem Schauspieler Hanfried Schüttler.
Theaterengagements hatte Mund am Akademietheater Köln (2001), am Stadttheater Reutlingen „Die Tonne“ (2003) und mehrfach am Stadttheater Fürth (erstmals 2004). 2006 spielte er dort den Vater der Braut in Brechts Kleinbürgerhochzeit. In einer Tournee-Produktion des Euro-Studio Landgraf wirkte er in Brechts Schauspiel Die heilige Johanna der Schlachthöfe mit. In dieser Produktion gastierte er in der Spielzeit 2006/07 von Januar bis März 2007 am Grenzlandtheater Aachen. Im September 2008 spielte Mund den Ausrufer in Marat/Sade am Russischen Nationaltheater in Kiew im Rahmen der „Deutschen Kulturwochen in der Ukraine 2008“.
Im Film und im Fernsehen, wo er Gast- und Episodenrollen in verschiedenen TV-Formaten übernahm, wurde Mund hauptsächlich als Nebendarsteller eingesetzt. In der ZDF-Dokureihe Deutschlands große Clans verkörperte er im Film Die Aldi-Story den Unternehmer Karl Albrecht. 2017 war er in der RTL-Serie Unter uns in mehreren Folgen als Vater des Straßenmädchens Manu zu sehen.
Mund arbeitet auch als Sprecher und Werbedarsteller. Er lebt in Köln.

## Filmografie (Auswahl)
- 1998: Der Clown: Todesengel (Fernsehserie, eine Folge)
- 2005: SOKO Leipzig: Abgetaucht (Fernsehserie, eine Folge)
- 2008: Ein Fall für zwei: Bittere Erkenntnis (Fernsehserie, eine Folge)
- 2010: Die Anrheiner: Der Lauf der Dinge (Fernsehserie, eine Folge)
- 2014: Deutschlands große Clans: Die Aldi Story – Karl und Theo Albrecht (TV-Doku)
- 2015: Alles was zählt (Fernsehserie, Seriennebenrolle)
- 2016: Die Pantherin (Kurzfilm)
- 2017: Unter uns (Fernsehserie, Seriennebenrolle)